# Chorizococcus altoarcticus
Chorizococcus altoarcticus är en insektsart som först beskrevs av Richards 1964.  Chorizococcus altoarcticus ingår i släktet Chorizococcus och familjen ullsköldlöss. Inga underarter finns listade i Catalogue of Life.